# Alosterna tabacicolor subvittata
Alosterna tabacicolor subvittata es una subespecie de escarabajo longicornio del género Alosterna, tribu Lepturini, subfamilia Lepturinae. Fue descrita científicamente por Reitter en 1885.
La especie se mantiene activa durante los meses de mayo, junio y julio.

## Descripción
Mide de 5,3 a 9,5 milímetros de longitud.

## Distribución
Se distribuye por Armenia, Azerbaiyán, Georgia, Irán y Turquía.